# Fort Myer
Fort Myer è una base militare dell'esercito degli Stati Uniti; è situata vicino al cimitero nazionale di Arlington, nella contea di Arlington, in Virginia, dall'altra parte del fiume Potomac rispetto a Washington, D.C.

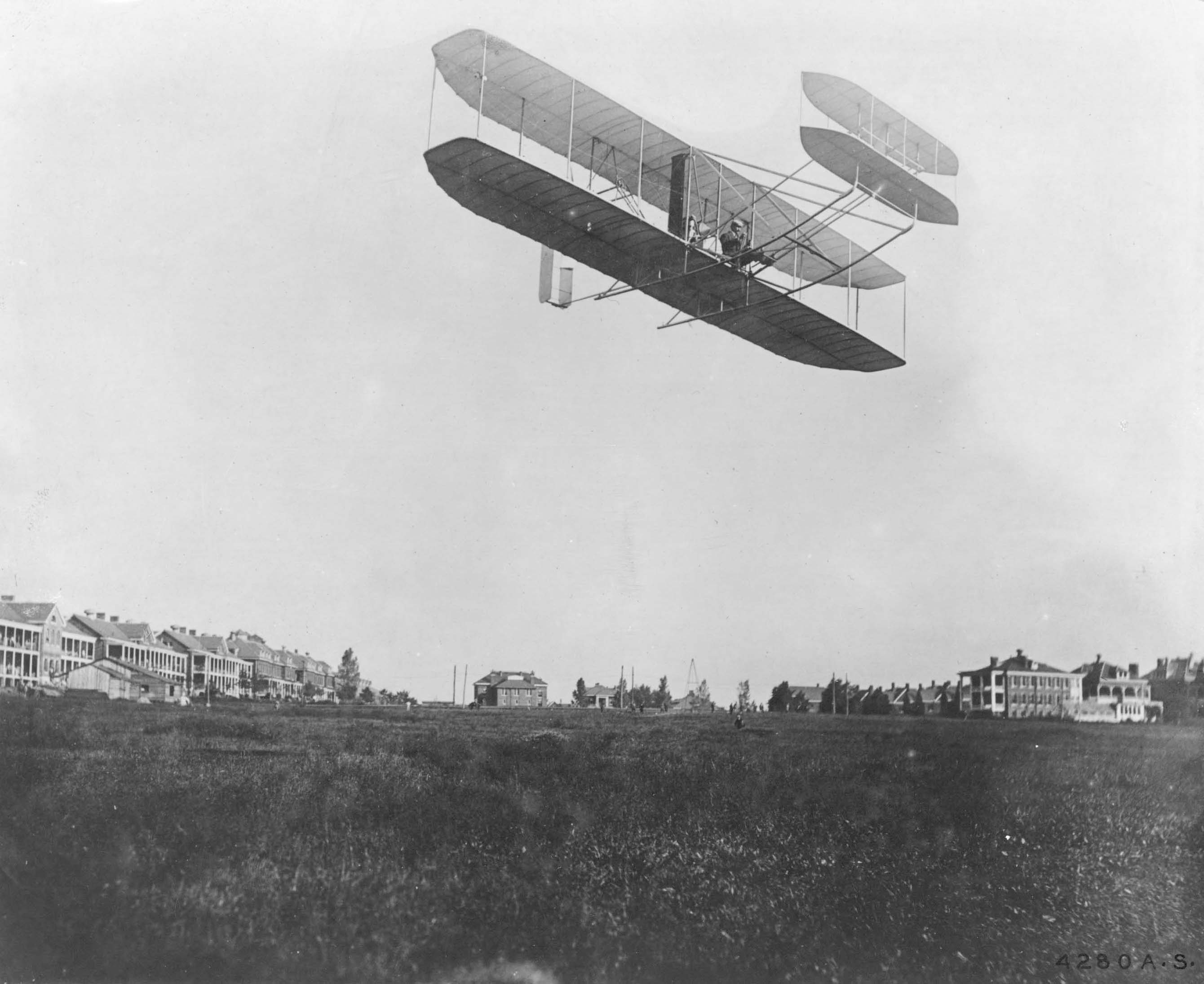
Orville Wright esegue dimostrazioni di volo per l'esercito statunitense a Fort Myer nel settembre 1908.

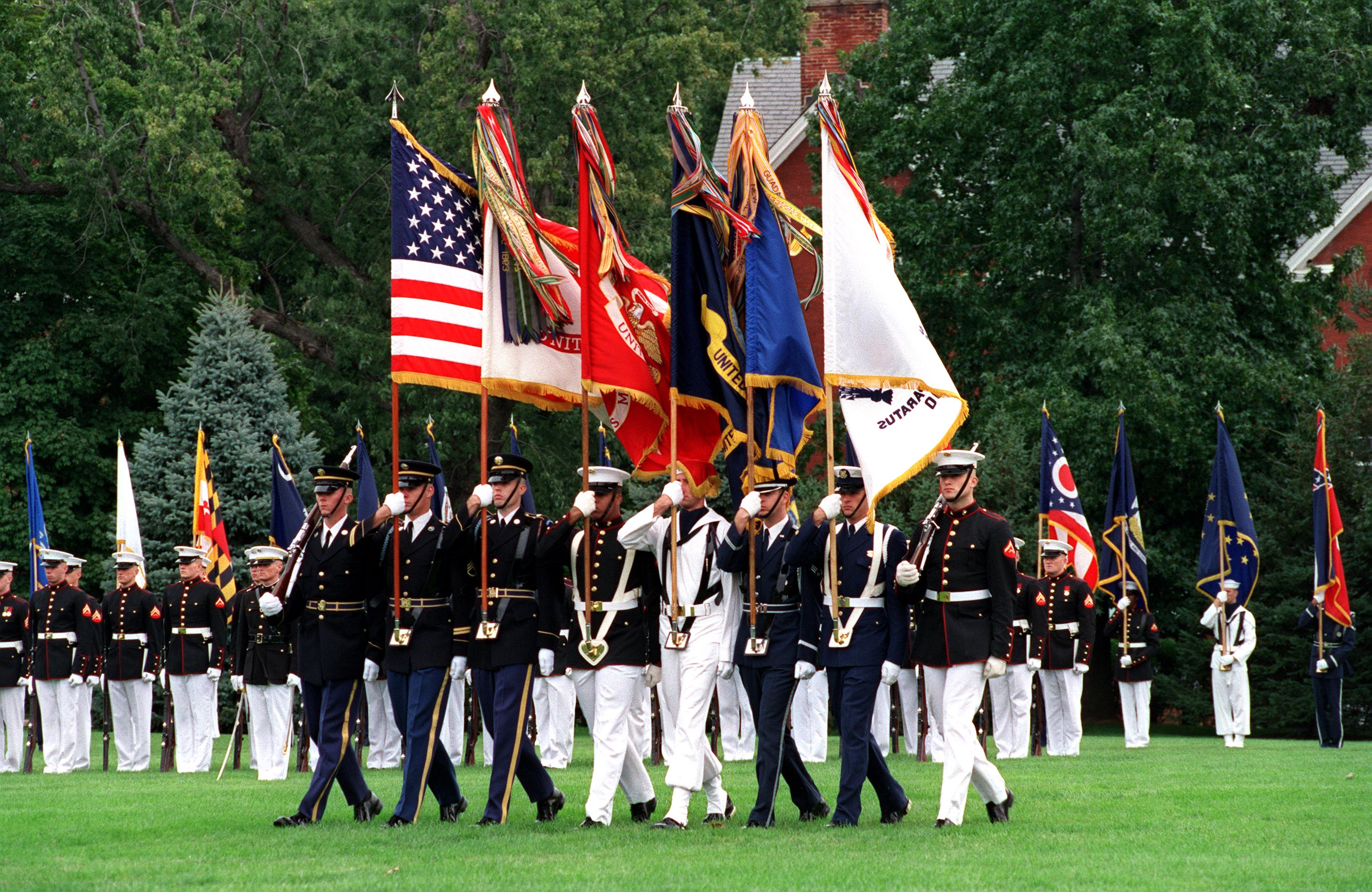
Una parata militare nell'ambito di una cerimonia a Fort Myer nel 2001.

Le origini del forte risalgono alla guerra civile americana; inizialmente noto come Fort Whipple, Fort Myer assunse la sua attuale designazione nel 1881, in onore del Brigadier General Albert J. Myer che nel 1869 vi aveva istituito la Signal School of Instruction for Army and Navy Officers (la scuola per gli ufficiali del genio militare dell'esercito e della marina).
Da allora divenne una base della cavalleria dell'U.S. Army e il punto di riferimento principale degli U.S. Signal Corps, il genio dell'esercito. Nel 1908, quando gli U.S. Signal Corps furono uno dei primi enti pubblici statunitensi a manifestare interesse per la nascente aviazione, Fort Myer fu teatro di alcune importanti dimostrazioni di volo compiute da Orville Wright a bordo del suo Wright Model A. Il 17 settembre 1908 un incidente di questo velivolo causò la morte del tenente Thomas Selfridge, che fu la prima vittima della storia di un incidente in aeroplano.
Fort Myer rimase un importante centro di ricerca e sperimentazione legato alle tecnologie belliche anche dopo la prima guerra mondiale.
Ancora attiva all'inizio del XXI secolo, la base ospita alloggi, uffici e servizi per più di mille militari appartenenti a diverse delle forze armate statunitensi. Fa parte della base congiunta insieme alla base Hederson Hall e Fort McNair, sotto il nome di Joint Base Myer-Henderson Hall.